# The Best of Syd Barrett: Wouldn’t You Miss Me?
| Оценки критиков | Оценки критиков |
| Источник        | Оценка          |
| --------------- | --------------- |
| Allmusic        | [ 1 ]           |
| Classic Rock    | [ 2 ]           |
| NME             | [ 3 ]           |
| Pitchfork Media | [ 4 ]           |

Wouldn't You Miss Me? — сборник лучших песен британского рок-музыканта Сида Барретта, был выпущен в 2001 году и охватывает всю сольную карьеру Барретта.

## Об альбоме
Компиляция состоит из материала, записанного в ходе сольной карьеры Барретта: выпущенного, на альбомах The Madcap Laughs (семь песен), Barrett (девять песен), а также на сборнике Opel (четыре песни). В первую очередь, альбом был рассчитан на тех поклонников Барретта, которым, по мнению составителей, не требовалось больше одного диска музыканта.
В качестве бонуса к преданным поклонникам Барретта, сборник содержит песню «Two of a Kind», записанной музыкантом на радиошоу Джона Пила радиошоу в феврале 1970 года, а также ещё один раритет — ранее не издававшуюся композицию «Bob Dylan Blues», которую любезно предоставил Дэвид Гилмор из своей личной коллекции, эта песня была записана через несколько дней после «Two of a Kind», до этого этот трек считался очень редкой записью, и был востребован среди фанатов музыканта.

## Список композиций
Автор всех песен — Сид Барретт, за исключением отмеченных.
| №                   | Название                            | Автор(ы)              | Original album      | Длительность |
| ------------------- | ----------------------------------- | --------------------- | ------------------- | ------------ |
| 1.                  | «Octopus»                           |                       | The Madcap Laughs   | 3:48         |
| 2.                  | «Late Night»                        |                       | The Madcap Laughs   | 3:14         |
| 3.                  | «Terrapin»                          |                       | The Madcap Laughs   | 5:03         |
| 4.                  | «Swan Lee (Silas Lang)»             |                       | Opel                | 3:14         |
| 5.                  | «Wolfpack»                          |                       | Barrett             | 3:45         |
| 6.                  | «Golden Hair»                       | Барретт, Джеймс Джойс | The Madcap Laughs   | 1:59         |
| 7.                  | «Here I Go»                         |                       | The Madcap Laughs   | 3:11         |
| 8.                  | «Long Gone»                         |                       | The Madcap Laughs   | 2:49         |
| 9.                  | «No Good Trying»                    |                       | The Madcap Laughs   | 3:25         |
| 10.                 | «Opel»                              |                       | Opel                | 6:26         |
| 11.                 | «Baby Lemonade»                     |                       | Barrett             | 4:10         |
| 12.                 | «Gigolo Aunt»                       |                       | Barrett             | 5:45         |
| 13.                 | «Dominoes»                          |                       | Barrett             | 4:06         |
| 14.                 | «Wouldn't You Miss Me (Dark Globe)» |                       | Opel                | 3:00         |
| 15.                 | «Wined and Dined»                   |                       | Barrett             | 2:56         |
| 16.                 | «Effervescing Elephant»             |                       | Barrett             | 1:53         |
| 17.                 | «Waving My Arms in the Air»         |                       | Barrett             | 2:07         |
| 18.                 | «I Never Lied to You»               |                       | Barrett             | 1:49         |
| 19.                 | «Love Song»                         |                       | Barrett             | 3:02         |
| 20.                 | «Two of a Kind»                     | †                     | The Peel Session    | 2:35         |
| 21.                 | «Bob Dylan Blues»                   |                       | Прежде не издавался | 3:14         |
| 22.                 | «Golden Hair» (Инструментальная)    |                       | Opel                | 1:50         |
| Общая длительность: | Общая длительность:                 | Общая длительность:   | Общая длительность: | 73:21        |

↑  — Возможно, написана  Ричардом Райтом (по словам Дэвида Гилмора), хотя Баррет утверждал, что сочинил песню — он.

## Производство
- Сид Барретт – продюсер
- Тим Чэксфилд – координатор проекта
- Дэвид Гилмор – продюсер
- Питер Дженнер – продюсер
- Малкольм Джонс – продюсер
- Питер Мью – ремастеринг
- Марк Пейтресс – текст на конверте CD
- Найджел Рив – координатор проекта
- Фил Сми – дизайн упаковки